# ニサン
ニサン（ヘブライ語: נִיסָן、英語: Nisan）はユダヤ暦の月。

## 概要
月名はバビロニア暦のNisannuに由来し、ネヘミヤ記（2:1）に記載がある。バビロン捕囚まではアビブ（ヘブライ語: אביב、英語: Aviv）の月と呼ばれていた。
現代で使用されている政治暦では7月であるが、古代使用されていた宗教暦ではニサンの月から数えるため1月となる。詳しくはユダヤ暦#宗教暦と政治暦を参照のこと。
月の長さは30日間であり、グレゴリオ暦では、3月から4月の時期にあたる。

## 主な行事
- 15日 - ペサハ（過越祭）
- 16日～ - オメル
- 27日 - ホロコースト記念日（ショアの日）